# قسطنطين إرنست
قسطنطين إرنست (الروسية: Эрнст, Константин Львович) (و. 1961  م) هو منتج أفلام، وكاتب سيناريو، ومقدم تلفزيوني، ومنتج تلفزيوني، ومخرج تلفزيوني روسي، ولد في موسكو.

## التعليم
تعلم في Faculty of Biology, Saint Petersburg State University ‏، وتعلم في Russian State Agrarian University – Moscow Timiryazev Agricultural Academy ‏
.

## جوائز
حصل على جوائز منها:
- نيشان الاستحقاق الوطني الروسي من الدرجة الثانية (24 مارس 2014)
- نيشان الاستحقاق الوطني الروسي من الدرجة الثالثة (7 فبراير 2011)
- نيشان الصداقة  [لغات أخرى]‏ (25 ديسمبر 2008)
- نيشان الاستحقاق الوطني في روسيا من الدرجة الرابعة (27 نوفمبر 2006)
- جائزة الدولة لروسيا الاتحادية  [لغات أخرى]‏ (5 يونيو 2003)
- نيشان الصداقة
- شهادة شرف من حكومة روسيا الاتحادية [الإنجليزية]‏
- Order For Services to the Republic of Dagestan [الإنجليزية]‏
- شهادة الامتياز الرئاسية للاتحاد الروسي  [لغات أخرى]‏
- شهادة الشرف من الاتحاد الروسي [الإنجليزية]‏
- جائزة التلفزيون الصناعي [الإنجليزية]‏

## وصلات خارجية
- قسطنطين إرنست على موقع IMDb (الإنجليزية)
- قسطنطين إرنست على موقع ديسكوغز (الإنجليزية)
- قسطنطين إرنست على موقع قاعدة بيانات الفيلم (الإنجليزية)
- قسطنطين إرنست على موقع كينوبويسك (الروسية)
- قسطنطين إرنست في قاعدة بيانات الأفلام على الإنترنت